# 메건 맬런

메건 맬런(Meggan Mallone, 1986년 12월 30일 ~ )는 미국국적의 포르노그래피 여우이다. 미국의 텍사스주에서 태어났다.
메건 맬런은 정식 DVD 발매 이전 시기부터 이미 아마추어 성인 모델로 개인 활동을 했었다.
2008년 1월 폴 피셔벤과 접촉, 큰 무리 없이 Vivid`s와 독점 계약한다. 북미에서 인지도가 있었음에 빠르게 출연 범위를 넓히며 인기를 얻었고 이듬 해인 2009년 AVN상에서 Best New Starlet에 노미네이트 되었다.